# The Rock (film)
För andra betydelser, se The Rock.
The Rock är en amerikansk action-thrillerfilm som hade biopremiär i USA den 7 juni 1996, i regi av Michael Bay med Sean Connery, Nicolas Cage och Ed Harris i huvudrollerna.

## Handling
Den gamla fängelseön Alcatraz (även kallad The Rock) ockuperas av legosoldater ledda av brigadgeneral Francis X. Hummel (Ed Harris) i USA:s marinkår. Med 81 turister som gisslan riktar de raketer med det kemiska stridsmedlet (VX) mot San Francisco. Deras krav är 100 miljoner dollar, som ska delas ut till familjer vars söner stupat under hemliga uppdrag bakom fiendes linjer i Vietnam och Irak och vars öden hemligstämplats. Då VX endast kan förstöras med Thermite Plasma som fortfarande är under forskningsstadiet ser FBI ingen annan utväg än att skicka in ett team av kommandosoldater. Med detta team ska FBI-agenten och biokemiexperten Stanley Goodspeed (Nicolas Cage) följa med för att kunna desarmera raketerna. Problemet är dock att inga aktuella ritningar på Alcatraz finns och ingen före detta anställd minns något om hur det underjordiska tunnelsystemet ser ut.
Hoppet står då till kapten John Patrick Mason (Sean Connery). Mason är en gammal SAS-soldat som greps vid den kanadensiska gränsen efter ha stulit en hemlig FBI-mikrofilm som innehöll bevis rörande mordet på John F. Kennedy och andra hemligheter. Masons existens förnekades av den brittiska regeringen, och han fängslades och "glömdes bort", ursprungligen på Alcatraz, från vilken han lyckades rymma. Nu måste man dock ta hjälp av Mason i syfte att kunna navigera sig genom tunnelsystemet. En fiktiv frigivning utlovas. 
Teamet tar sig till Alcatraz, men blir upptäckta av Hummels män och dödas. Masons instinkt har sedan frisläppandet varit inställt på flykt och att återförenas med sin förlupna dotter, som han inte träffat på 30 år. Utan annat hopp tvingas dock Goodspeed och Mason - den ene en skrivbordskrigare som innan handlingen för filmen inte avfyrat ett vapen och den andre väl över pensionsstrecket - enas för att rädda gisslan och oskadliggöra raketerna innan tidpunkten för Hummels ultimatum löper ut.

## Om filmen
The Rock är regisserad av Michael Bay, samt producerad av Jerry Bruckheimer och Don Simpson. Musiktemat som komponerats av bland andra Hans Zimmer har blivit mycket välkänt och välanvänt i andra sammanhang, bland annat i dokusåpan Expedition Robinson. Filmen är inspelad på Alcatraz och i Los Angeles, San Francisco, San Pedro samt i Ventura (som Fort Walton, Kansas), Kalifornien. Filmteamet gavs tillstånd av National Park Service att filma delar av Alcatraz som inte tidigare varit öppna för allmänheten i utbyte mot att de bekostade sanering av hälsovådliga ämnen.
Flera tunnelinteriörscener som utspelas filmades på ett scenbygge uppfört på Stage 30 inne på Sony Pictures Studios i Culver City. Filmen är dedikerad till producenten Don Simpson som dog under filminspelningen.
Galapremiären för filmen hölls på Alcatraz den 3 juni 1996. Filmen hade Sverigepremiär den 5 juli 1996.

## Rollista (i urval)
- Sean Connery - John Patrick Mason
- Nicolas Cage - Dr. Stanley Goodspeed
- Ed Harris - Brig. Gen. Francis X. Hummel
- John Spencer - FBI Director James Womack
- David Morse - Maj. Tom Baxter
- William Forsythe - Special Agent Ernest Paxton
- Michael Biehn - Cmdr. Anderson
- Vanessa Marcil - Carla Pestalozzi
- John C. McGinley - Capt. Hendrix
- Gregory Sporleder - Capt. Frye
- Tony Todd - Capt. Darrow
- Bokeem Woodbine - Sgt. Crisp
- Jim Maniaci - Pvt. Scarpetti
- Greg Collins - Pvt. Gamble
- Brendan Kelly - Pvt. Cox

### Fotnoter
1. 1 2 3 4 5  ”Rock, The (film)” (på engelska) (Disney from A to Z). d23.com. The Walt Disney Company. https://d23.com/a-to-z/rock-the-film/. Läst 19 mars 2022.
2. ↑  ”The Rock” (på engelska). 7 juni 1996. http://www.boxofficemojo.com/movies/?id=rock.htm. Läst 23 oktober 2016.
3. ↑  ”The Rock”. Svensk filmdatabas. 5 juli 1996. http://www.sfi.se/sv/svensk-filmdatabas/Item/?itemid=23615&type=MOVIE&iv=Basic. Läst 23 oktober 2016.